# Sylke Tempel

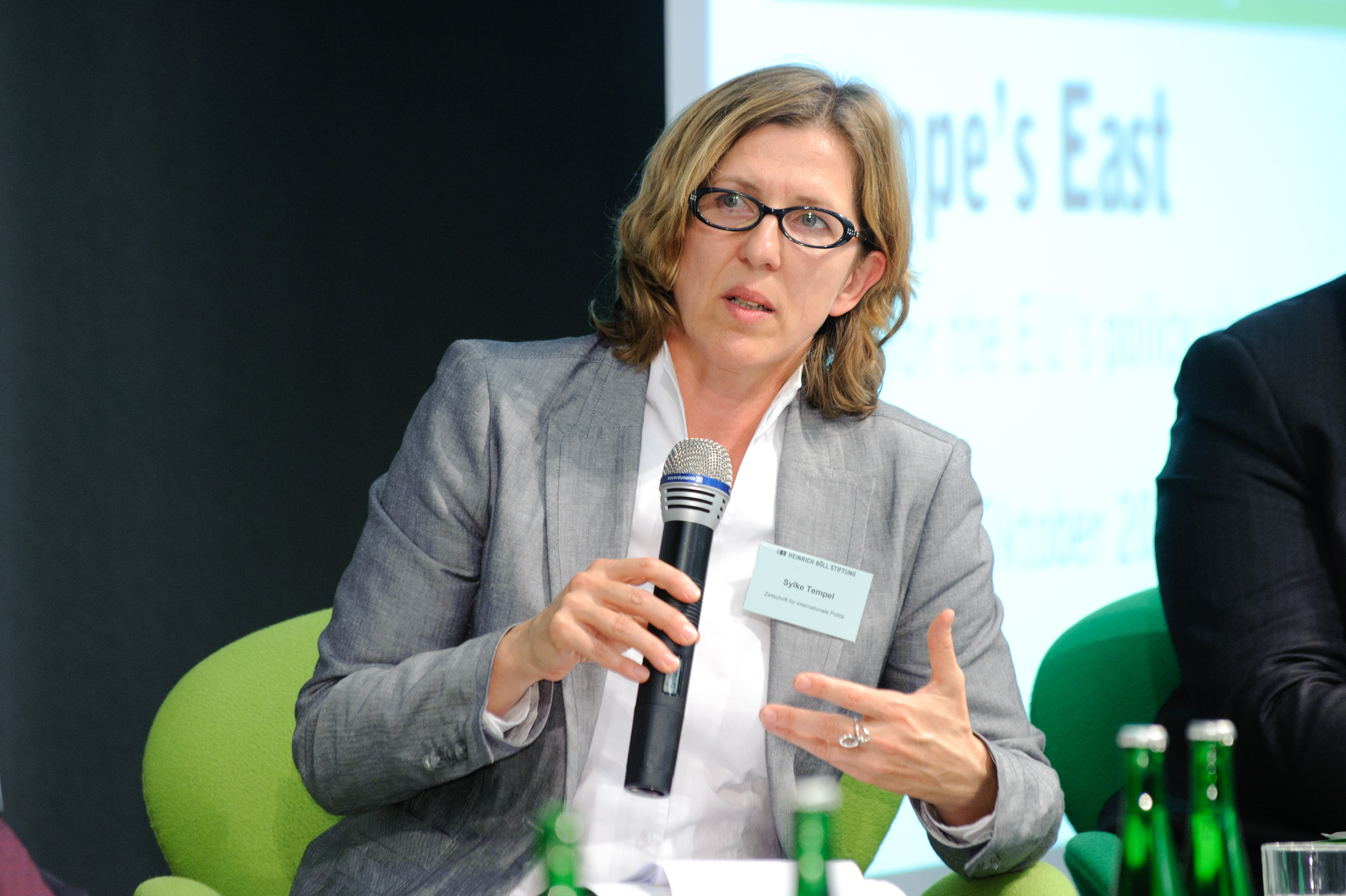
Sylke Tempel (2010)

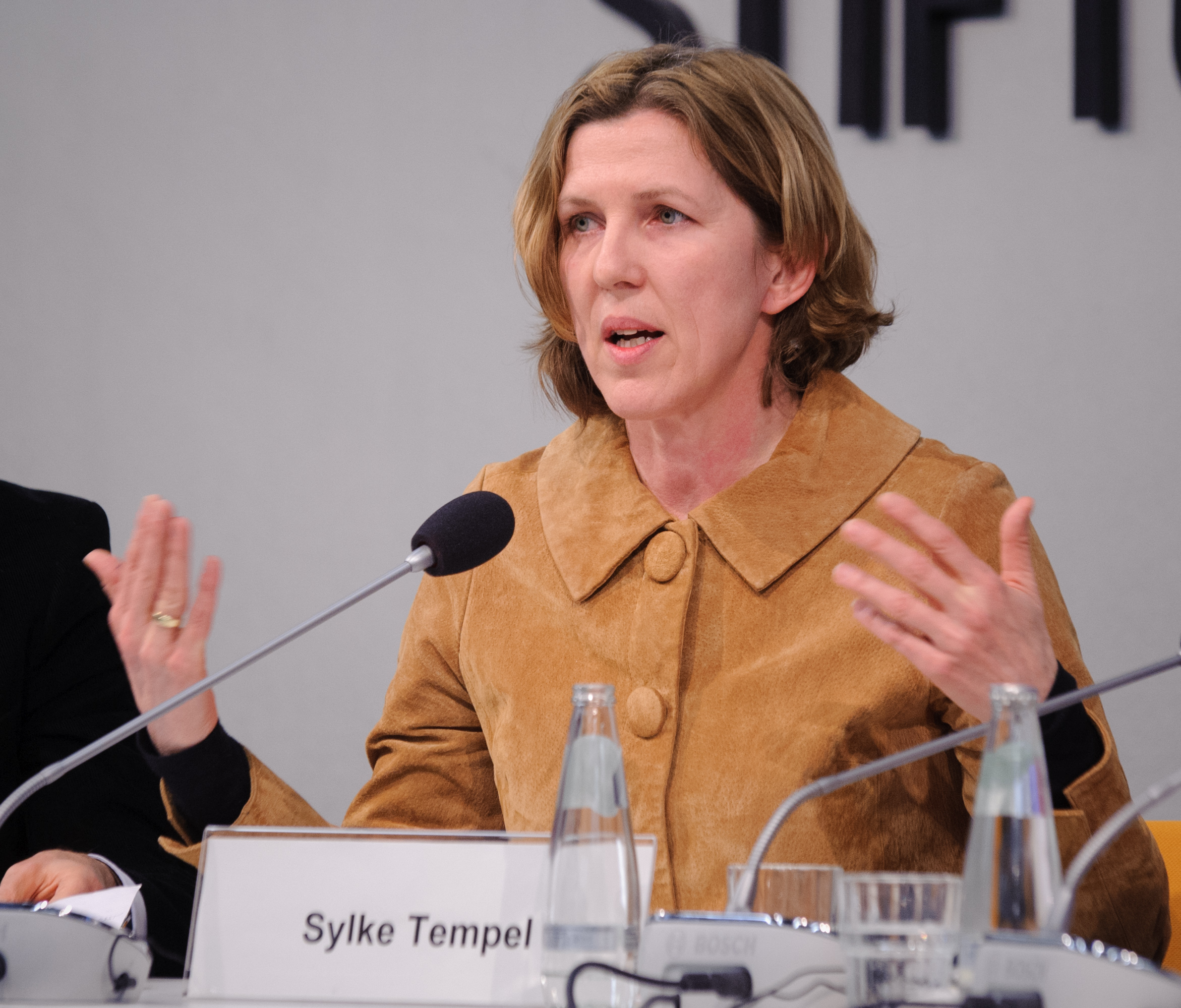
Sylke Tempel (2012)

Sylke Tempel (* 30. Mai 1963 in Bayreuth; † 5. Oktober 2017 in Berlin) war eine deutsche Politologin, Journalistin und Publizistin. Von 2008 bis 2017 war sie Chefredakteurin der Zeitschrift Internationale Politik.

## Leben
Tempel wuchs in Bayreuth auf. Nach Abschluss ihrer Schulzeit studierte sie Geschichte, Politische Wissenschaft und Judaistik an der Ludwig-Maximilians-Universität in München. Als Stipendiatin der Volkswagenstiftung forschte sie 1989 bis 1991 in New York. An der Universität der Bundeswehr München war Tempel wissenschaftliche Mitarbeiterin von Michael Wolffsohn. Dort wurde sie 1993 mit einer Arbeit zu den Beziehungen der amerikanisch-jüdischen Organisationen zur Bundesrepublik Deutschland nach 1945 zum Dr. phil. promoviert.
Im selben Jahr wurde Tempel Nahostkorrespondentin der Woche (Wochenzeitung 1993-2002). Sie berichtete insbesondere über den Oslo-Friedensprozess und während der ersten und zweiten Intifada aus Israel und den palästinensischen Gebieten. Außerdem schrieb Tempel als freie Autorin unter anderem für die Wochenzeitung Jüdische Allgemeine, für die Nachrichtenmagazine Profil und Facts und für den Berliner Tagesspiegel. Tempel verfasste Buchrezensionen und politische Feuilletons für das Deutschlandradio. Sie war Gast in Fernsehsendungen wie dem „Presseclub“ vom WDR und in der „Kulturzeit“ von 3sat sowie Gastautorin bei Die Achse des Guten.
Ab 1994 unterrichtete Tempel an der Berliner Außenstelle der Stanford University. Mehrfach war sie als Visiting Professor am Institute for German Studies der Stanford University in Stanford. Von 2008 bis 2017 war sie Chefredakteurin der von der Deutschen Gesellschaft für Auswärtige Politik herausgegebenen Zeitschrift Internationale Politik. Zudem war Tempel ab 2014 ehrenamtliche Vorsitzende der deutschen Sektion von Women in International Security (WIIS.de).
Tempel war Autorin mehrerer Jugend- und Erwachsenenbücher, die alle bei Rowohlt Berlin erschienen sind. Die Briefsammlung Wir wollen beide hier leben. Eine schwierige Freundschaft in Jerusalem mit der Korrespondenz zwischen einer israelischen und einer palästinensischen Schülerin wurde mit dem „Quadriga-Preis“ ausgezeichnet.
Tempel lebte in Berlin. Am 5. Oktober 2017 wurde sie im Alter von 54 Jahren im Tegeler Forst während des Sturmtiefs Xavier von einem Baum erschlagen. Sie hinterließ ihre Lebensgefährtin. Ihr Grab befindet sich auf dem landeseigenen Friedhof Heerstraße in Berlin-Westend.

## Schriften
- Das alte Rom. Rowohlt Berlin, Berlin 2001, ISBN 978-3-87134-426-8.
- Wir wollen beide hier leben. Eine schwierige Freundschaft in Jerusalem. Rowohlt Berlin, Berlin 2003, ISBN 978-3-87134-475-6.
- Globalisierung, was ist das? Rowohlt Berlin, Berlin 2005, ISBN 978-3-87134-504-3.
- Die Tagesschau erklärt die Welt. Rowohlt Berlin, Berlin 2006, ISBN 978-3-87134-549-4.
- Israel: Reise durch ein altes neues Land. Rowohlt Berlin, Berlin 2008, ISBN 978-3-87134-590-6.
- Freya von Moltke: Ein Leben. Ein Jahrhundert. Rowohlt Berlin, Berlin 2011, ISBN 978-3-87134-697-2.

## Ehrungen
Die Stiftung Deutsch-Israelisches Zukunftsforum richtete in ihrem Andenken das Sylke-Tempel-Fellowship für junge Journalisten und Wissenschaftler unter der Schirmherrschaft von Sigmar Gabriel und Tzipi Livni ein.